# Nagy Ferenc (ügyvéd)
Eöttevényi Nagy Ferenc (Győr, 1828. október 6. – Zsidovin, 1909. június 7.) ügyvéd.

## Élete
Apja Nagy András gabonakereskedő volt, anyja Sághi Horváth Katalin. Középiskoláit szülővárosában, a bölcseletet 1842-től 1846-ig Pozsonyban végezte (ahol mint tanuló Repkény c. írott, magyar lapot szerkesztett); a jogi tudományokat 1846-1848-ban Győrött hallgatta. 1848-ban az akadémiai ifjúság zászlóalját szervezvén, Karvassy Ágoston akadémiai tanár segédtisztje lett. Majd ugyanazon év nyarán Pestre ment és jurátussá esküdött föl és ugyanakkor a honvédek közé lépett mint önkéntes tüzér és részt vett a pákozdi csatában. 1848. decemberben Aradra küldték, ahol előbb az ostromló, majd a várőrség tagja volt és Világosnál tette le a fegyvert. Ekkor hideglázban szenvedvén, haza bocsátották. 1850. január 6-án Temesvárt a császári hadseregbe sorozták és gyalog kellett Bécsig Flórencig az utat megtennie. Itt érintkezésbe jutott a Markó-családdal. 1851. februárban kiváltották és visszatért hazájába. Az ügyvédi pálya előtte el lévén zárva, atyja üzletében Temesvárt segédeskedett. 1863-ban letette az ügyvédi vizsgát és ugyanott ügyvédeskedett. 1870-ben a temesvári munkásegylet elnöknek választotta és az egylet számára alapszabályokat dolgozott ki. Azon évben a József-külvárosi önkéntes tűzoltóegylet főigazgatójának őrnagyi ranggal megválasztotta és később az országos választmányba is beválasztatott; 1869-től 1872-ig a város tiszteletbeli főügyésze volt. 1880-tól ügyvéd Buziáson (Temes megyében).
Cikkeket írt a lapokba Ötevényi név alatt 1844 óta, így a Pesti Divatlapba, azután az Életképekbe, az Erdélyi Szépirodalmi Szemlébe (1847), a győri Hazánkba (1847), a Nagy Ignác Hölgyfutárjába, a Magyar Hirlapba (1867-ig Gazdasági tudósítások), a Delejtűbe (1858-60), a temesvári német lapokba, a Nép Ujságába (1860), a Törvényszéki Csarnokba, a Jogba (1888). a Délvidéki Ellenőrbe (Deákélet 60 év előtt), a Délvidéki Ügyvédek Lapjába, a Kassai Jogi Közlönybe és a Végrehajtók Lapjába.
Arcképe: Kőnyomat, rajzolta Blumberg Lajos (a Hajnal-Albumban).

## Munkái
- Meddig és ne tovább. Temesvár. 1861.
- Válasszunk-e országos képviselőt és miként? Temesvár, (1861).
- Böngészet kereskedelmi törvényeink hézagai között. Arad. 1862. (Mind a három munka Ötevényi névvel jelent meg.).

Szerkesztette a Delejtű c. hetilapot Temesvárt 1861. ápr. 14. számtól kezdve június végeig.

## Álnevei
Vén jogász, Polgártárs, Répczey.